# لیمونیت
لیمونیت  (به انگلیسی: Limonite) با فرمول شیمیایی FeOOH.nH2O از مجموعه کانی هاست و از واژه یونانی لیموس limus بمعنای گل و لجن گرفته شده‌است. کمی در HCl حل می‌شود. Fe2O۳:۸۹٫۸۶٪  H2O:۱۰٫۱۴٪  برای اولین بار در چک اسلواکی کشف شد و از نظر شکل بلور: کریپتوکریستالین، رنگ: زرد - قهوه‌ای تا سیاه ملون، شفافیت: کدر(اپاک)، شکستگی: صدفی - رشته ای، جلا: مات - ابریشمی - خاکی، رخ: ندارد، سیستم تبلور: ارترومبیک و در رده‌بندی هیدروکسید است همچنین خاصیت مغناطیسی ندارد و منشأ تشکیل آن ثانوی است.
همایند کانی‌شناسی (پارانژ) آن سختی - چگالی - رنگ اثر خطهماتیت- هماتیت- پیرولوزیت است
، از نظر ژیزمان آگرگات کریپتوکریستالین - رشته‌ای - استالاکتیتی - اوولیتی - توده‌ای - پسودومرف فراوان است و بیشتر در زون‌های اکسیدان به همراه ژیزمان‌های گوتیتی یافت می‌شود.